# Heraclianus (usurpator)

Het West-Romeinse Rijk in 413
Gebied onder controle van Heraclianus (Noord-Afrika)
Gebied onder controle van keizer Honorius

Heraclianus (370 - Carthago, 7 maart 413) was militair gouverneur comes Africae in dienst van keizer Honorius van het West-Romeinse Rijk.
In opdracht van de jonge keizer Honorius arresteerde Heraclianus de regent van het West-Romeinse rijk Stilicho in Ravenna. Stilicho, beschuldigd van verraad door de keizer, had zich verschanst in een kerk in Ravenna. Heraclianus onthoofdde eigenhandig Stilicho, wat een politieke weergalm had in heel het verzwakte West-Romeinse Rijk (408). Heraclianus doodde eveneens Stilicho's zoon Eucherius in een kerk in Rome.
Keizer Honorius beloonde Heraclianus met het ambt van comes Africae (rond 409), die daarvoor door de schoonzoon van Stilicho werd bekleed, Bathanarius. Vanuit Carthago in Africa werd Heraclianus meester van de winstgevende graanhandel naar Italia. Hij schrok er niet voor terug de graanhandel stil te leggen, teneinde de graanprijzen te doen stijgen. Heraclianus werd in 412 tot consul benoemd door Honorius; dit was een beloning voor het bestuur van Africa in naam van keizer Honorius.
In datzelfde jaar 412 koos Heraclianus evenwel partij voor de usurpator Jovinus. Dit was een bewijs voor de keizer hoe ver de ambities van Heraclianus wel gingen. Heraclianus landde met een invasieleger in Italië (412), het jaar dat hij zowel tot consul was verkozen als tot staatsvijand was uitgeroepen. De keizerlijke troepen van magister militum Constantius versloegen hem in de buurt van Rome en achtervolgden hem tot in Carthago. Daar werd Heraclianus in een tempel vermoord in 413. Constantius ontving van de keizer alle rijkdom en goederen die Heraclianus had vergaard in Africa. Kerkvader Hiëronymus beschreef Heraclianus als een dronkaard.